# 1932 год в науке
В 1932 году были различные научные и технологические события, некоторые из которых представлены ниже.

## Достижения человечества

### Открытия
Английский физик Джеймс Чедвик открыл новую элементарную частицу — нейтрон.

### Достижения
- В Ярославле запущен СК-1, первый в мире завод по производству синтетического каучука в промышленных масштабах[1].
- На заводе редких элементов под руководством А. И. Любимцева был налажен первый в СССР качественный рентгеноспектральный анализ на редкоземельные металлы: тантал, ниобий, цирконий и др.[2]
- 10 октября — Украинском физико-техническом институте впервые в СССР расщепили ядро атома[3].

## Награды
- Нобелевская премия
  - Физика — Вернер Карл Гейзенберг «За создание квантовой механики, применение которой привело, помимо прочего, к открытию аллотропических форм водорода».
  - Химия — Ирвинг Ленгмюр «За открытия и исследования в области химии поверхностных явлений».
  - Медицина и физиология — Чарльз Скотт Шеррингтон и Эдгар Дуглас Эдриан «За открытия, касающиеся функций нейронов».

## Родились
- 4 января — Сёсити Кобаяси, американский математик японского происхождения (ум. 2012).
- 17 февраля — Николай Булычёв, советский и российский учёный-геомеханик, основоположник механики подземных сооружений.
- 31 июля — Эллиот Либ, американский математик и физик.
- 15 сентября — Нил Барлетт, британский химик, открывший химические соединения благородных газов.

## Скончались
- 25 января — Огюст Шарль Франсуа Этерно (1854—1932) — швейцарский гистолог, эмбриолог и педагог; доктор медицины[4].
- 21 сентября – Улоф Хаммарстен, шведский учёный-физиолог, номинант Нобелевской премии.
- 14 декабря — Эрнест Вильчинский, американский математик.